# 小谷真理 (お笑い芸人)
小谷 真理（こたに まこと、1983年4月4日 - ）は、日本の元お笑いタレントである。みわこたにを解散後、現在はホームレスという肩書で活動中。

## 人物・来歴
1983年兵庫県生まれ。
2002年にNSC入学。在学中にDandelionを結成。解散後、三輪善行と「みわこたに」を結成するが2013年2月28日に解散。同年の春によしもとクリエイティブエージェンシーを辞め、ピン芸人として東京に進出。アミー・パークに所属するも7月でフリーに転身し活動していた。現在は芸人を辞めホームレスとして活動中。
2013年4月からキングコング西野亮廣の家に居候。4万円の家賃を2カ月連続で滞納し、家を追い出されホームレスになる。
2013年10月29日、Twitterのフォロワー・もんちゃんと出会って3回目で入籍。
2013年12月22日、クラウドファンディングで集めた資金170万円を使い浅草花やしきを借り切り、1000人を集めて結婚式を挙げる。
2014年2月、結婚式で余った資金100万円を持ってフィリピンの被災地の小学校で『フィリパンジャパン』というお祭りを開催する。
2014年4月、TBS『オトナの!』にて「生き方がアートなホームレス」として取り上げられる。
2014年11月、ホームレスになってからの自叙伝を出すために2度目のクラウドファンディング行い、64万円の資金を集める。
2014年12月26日、音楽フェス『天才万博2014』を主催し、手売りで650枚を完売させ東京キネマ倶楽部にて開催。
2014年12月～2015年2月、TBS『オトナの!』内のミニドラマeのスピリットにホームレスとして史上初のレギュラー出演。

## 芸風
- ホームレス芸人として、路上や駅前で寝泊まりした時に起きた出来事などを舞台などで披露していた。
- TwitterやFacebook、ツイキャスなどのSNSを駆使しホームレスの日常を日々、更新している為SNSホームレス芸人とも謳っていた[9]。
- BASEというサイトで(株)住所不定というネットショップを開設。何でも屋さんを謳い、自分の1日を50円で売り、色々な依頼を受けている[9]。

## 出演

### テレビ
- 有吉ジャポン（TBS、2013年9月）
- オトナの!（TBS、2014年4月・2014年12月～2015年2月）
- バラ色ダンディ（東京MXテレビ、2014年5月）
- 東京TOKYO DESIGN WEEK TV/ブレスト IMAGINE（BS日テレ、2014年9月）
- ノーナレ　“幸せホームレス”との１０日間（NHK、2018年5月）

### ラジオ
- 福井謙二グッモニ（文化放送、2015年4月2日）

### インターネット
- よしログ（GYAO!、7月・9月）